# Nikita Lobincev
Nikita Konstantinovič Lobincev (in russo Никита Константинович Лобинцев?; Sverdlovsk, 21 novembre 1988) è un nuotatore russo.
Ha partecipato alle Olimpiadi di Pechino 2008 vincendo l'argento nella staffetta 4x200 m stile libero, arrivando 8º nei 400 m stile libero e 31º nei 1500 m stile libero.
Ai Campionati mondiali di nuoto 2009 di Roma ha vinto la medaglia d'argento nella staffetta 4x200 m stile libero dietro agli Stati Uniti e migliorando il Record europeo. Nella stessa edizione ha concluso 8º la gara dei 200 m stile libero e 10º i 400 m stile libero.
Il 16 dicembre 2010, ai Campionati mondiali di nuoto in vasca corta a Dubai, ha stabilito il record del mondo della staffetta 4x200 m stile libero con il tempo di 6′49"04 assieme ai compagni Danila Izotov, Evgeny Lagunov e Aleksandr Suchorukov.
Nel giugno 2016 è risultato positivo al meldonium in un test antidoping promosso dall'Usada, l'Agenzia antidoping statunitense.

## Palmarès
- Giochi olimpici

Pechino 2008: argento nella 4x200m sl.
Londra 2012: bronzo nella 4x100m sl.
- Mondiali

Roma 2009: argento nella 4x200m sl.
Barcellona 2013: argento nella 4x200m sl e bronzo nella 4x100m sl.
Kazan 2015: argento nella 4x100m sl.
Budapest 2017: argento nella 4x200m sl.
- Mondiali in vasca corta

Dubai 2010: oro nella 4x200m sl, argento nei 400m sl, nella 4x100m sl e nella 4x100m misti e bronzo nei 100m sl.
Windsor 2016: oro nella 4x50m sl e nella 4x100m sl.
- Europei

Eindhoven 2008: argento nella 4x200m sl e bronzo nei 400m sl.
Budapest 2010: oro nella 4x100m sl e nella 4x200m sl e argento nei 200m sl.
Berlino 2014: argento nella 4x100m sl e nella 4x200m sl.
- Europei in vasca corta

Istanbul 2009: argento nei 400m sl e bronzo nei 200m sl.
Herning 2013: oro nei 400m sl e argento nei 200m sl.
- Universiadi

Bangkok 2007: argento nella 4x200m sl.
Kazan 2013: oro nella 4x100m sl e nella 4x200m sl, argento nei 100m sl e nei 200m sl.
- Europei giovanili

Palma di Maiorca 2006: oro nei 1500m sl e bronzo nei 400m sl.